# Vetiș
Vetiș es una comuna ubicada en el distrito de Satu Mare, Rumania.

## Superficie
Posee una superficie de 55,35 kilómetros cuadrados.

## Demografía
Hasta 2021 la población era de 5384 habitantes, con una densidad de población de 97,27 habitantes por kilómetro cuadrado.